# Cyrtarachne fangchengensis
Cyrtarachne fangchengensis är en spindelart som beskrevs av Yin och Zhao 1994. Cyrtarachne fangchengensis ingår i släktet Cyrtarachne och familjen hjulspindlar. Inga underarter finns listade i Catalogue of Life.